# Microsoft Certified Professional
Microsoft Certified Professional hoặc MCP là chương trình chứng nhận của Microsoft cho phép Chuyên gia và nhà phát triển CNTT xác nhận chuyên môn kỹ thuật của họ thông qua các kỳ thi nghiêm ngặt, được khẳng định và được công nhận trong ngành. Các kỳ thi chứng chỉ được cung cấp bao gồm một loạt các công nghệ trong toàn bộ hệ sinh thái công nghệ CNTT của Microsoft. Khi một cá nhân vượt qua kỳ thi chứng chỉ và kiếm được chứng chỉ Microsoft, thì họ được công nhận là Chuyên gia được chứng nhận của Microsoft (Microsoft Certified Professional - MCP). Bằng cách vượt qua nhiều kỳ thi, họ có cơ hội kiếm được các chứng chỉ lớn hơn, nổi bật hơn; chẳng hạn như các chứng chỉ MCSE và MCSD.
Năm 2016, Microsoft đã mở rộng với việc ra mắt Chương trình Microsoft Professional, một chương trình chứng nhận trực tuyến hoàn toàn hợp tác với edX, bao gồm nhiều bài hát khác nhau về khoa học dữ liệu, phát triển web front end, điện toán đám mây, DevOps. Chương trình này đã mở rộng tới tổng cộng 8 bài hát vào năm 2018 với việc bổ sung chứng nhận chương trình phát triển phần mềm và trí tuệ nhân tạo vào tháng 4 năm 2018. Nhiều chương trình trong số này tập trung vào việc trang bị cho người học các kỹ năng cập nhật với nhiều kỹ năng khác nhau Các công cụ của Microsoft, bao gồm Excel, PowerBI, Visual Studio và Azure.
Chứng nhận Microsoft Certified Professional (MCP) hiện tại không còn dùng nữa.